# Trivolzio
Trivolzio é uma comuna italiana da região da Lombardia, província de Pavia, com cerca de 1.201 habitantes. Estende-se por uma área de 3 km², tendo uma densidade populacional de 400 hab/km². Faz fronteira com Battuda, Bereguardo, Marcignago, Torre d'Isola, Trovo.

## Demografia
| Variação demográfica do município entre 1861 e 2011                               |
|                                                                                   |
| Fonte: Istituto Nazionale di Statistica (ISTAT) - Elaboração gráfica da Wikipedia |